# Socialfascismo

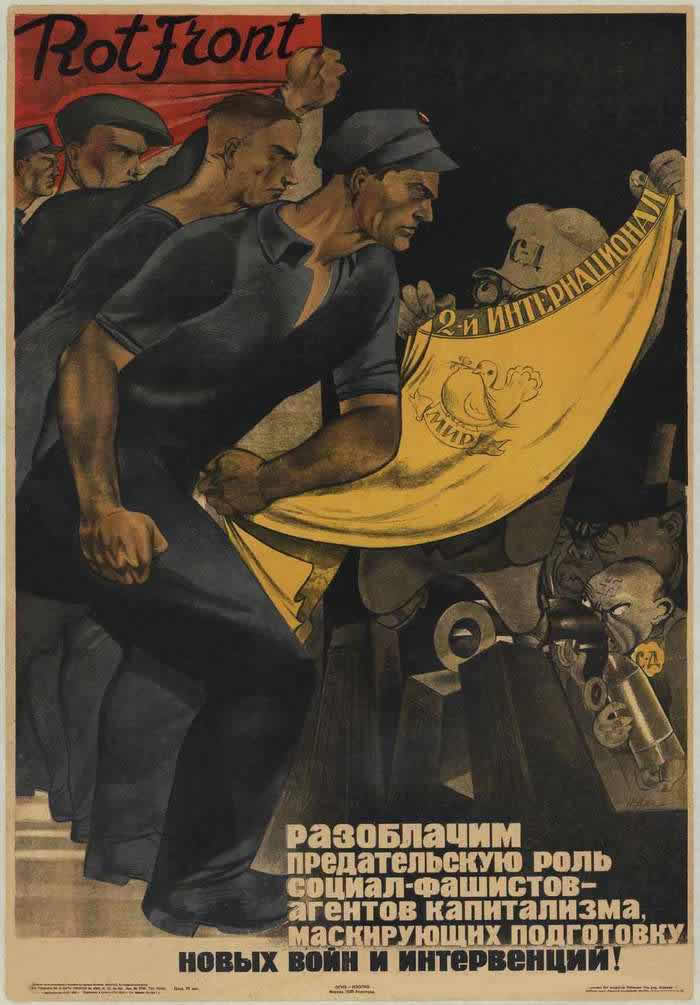
Propaganda soviética en contra de la Segunda Internacional y el «socialfascismo».

El Socialfascismo fue una tesis defendida por la Internacional Comunista (Komintern) entre 1928 y 1935 que sostenía que la socialdemocracia era equivalente al fascismo ya que ambos se oponían a la revolución comunista. En esos años, los líderes de la Internacional Comunista, con Iósif Stalin al frente, argumentaron que la sociedad capitalista habían entrado en el "tercer período" en el que una revolución de la clase obrera era inminente, pero podría ser impedida por los socialdemócratas y otras fuerzas "fascistas". El término "socialfascista" fue utilizado de forma peyorativa para descalificar a los partidos socialdemócratas y progresistas, y también a los disidentes internos del Komintern.

## Historia
Durante el 6.º Congreso de la Komintern en 1928 se proclamó el final de la estabilidad capitalista y el comienzo del llamado "Tercer Período". Se esperaba que el final del capitalismo llegara en poco tiempo, acompañado con una revolución de la clase obrera, y la socialdemocracia era identificada como el principal enemigo de los comunistas. Esta teoría de la Komintern se basaba en los argumentos de Grigori Zinóviev de que la socialdemocracia internacional era un ala del fascismo. Esta visión fue aceptada por Iósif Stalin, que describió al fascismo y a la democracia como "hermanos gemelos", argumentando que el fascismo y la socialdemocracia dependían del apoyo mutuo. Después de haber sido expuesta durante el 6.º Congreso, la teoría del socialfascismo fue aceptada por el movimiento comunista.
La tesis del «socialfascismo», que fue defendida en el VI Congreso por los comunistas alemanes (KPD) y contó con el apoyo de Stalin, consideraba a los socialdemócratas, calificados como socialfascistas, como los principales enemigos de la revolución por su aceptación de la «democracia burguesa». Nikolái Bujarin y Palmiro Togliatti se opusieron a esta interpretación. Togliatti criticó la «presentación demasiado mecánica que se está dando del fascismo y de la socialdemocracia como dos métodos de los que sirve la burguesía», de manera alternativa, según las circunstancias. Finalmente el término «socialfascismo» no se incorporó a la resolución final del Congreso, pero se mantuvo la tesis sostenida por alemanes y soviéticos de los «dos métodos» (fascismo y socialdemocracia) de la burguesía, por lo que se aceptó que la socialdemocracia podía desarrollar «tendencias fascistas». El término «socialfascismo» se acabaría imponiendo finalmente especialmente tras la represión de la manifestación comunista del 1º de mayo en Berlín del año siguiente llevada a cabo por el gobierno del que formaba parte el SPD. Así lo decidió el X Pleno Ampliado del Comité Ejecutivo de la Internacional Comunista (CEIC) en su reunión de julio de 1929. A partir de entonces el movimiento comunista comenzó a considerar a la socialdemocracia como el principal instrumento de la «contrarrevolución burguesa».
Por su parte el Partido Socialdemócrata de Alemania (SPD), bajo el liderazgo del canciller alemán Hermann Müller, acordó con los demás partidos anticomunistas que "rojo equivalía a marrón". Esto llevó a una hostilidad mutua entre socialdemócratas y comunistas, que se intensificó cuando el 1 de mayo de 1929 la policía de Berlín, bajo el control del SPD, disparó contra los obreros que se manifestaban durante la festividad del Primero de Mayo. Esto, y la represiva legislación anticomunista que siguió, sirvió para afianzar la tesis de que los socialdemócratas eran de hecho unos "socialfascistas".
En agosto de 1931, con el fin de capitalizar su creciente popularidad, el Partido Nacionalsocialista Obrero Alemán (NSDAP) propició la celebración de un referéndum para derrocar el gobierno socialdemócrata en Prusia. Al principio, el Partido Comunista lo rechazó. Pero tres semanas antes de la votación, siguiendo las órdenes del Komintern, sus militantes se unieron a los nazis para hacer caer a su "principal enemigo a batir", el Partido Socialdemócrata.
Los comunistas alemanes continuaron negando que existiese cualquier diferencia entre el nazismo y la socialdemocracia incluso tras las elecciones del 5 de marzo de 1933 en las que el Partido Nacionalsocialista de Adolf Hitler obtuviese la mayoría. Durante la campaña electoral, el 23 de febrero, los socialdemócratas propusieron a los comunistas unirse antes de que el desastre fuera total. Pero Ernst Torgler, el líder del grupo comunista en el Reichstag, respondió que primero era necesario que los nazis tomaran todo el poder, para que luego pudiese ocurrir la "revolución del proletariado", que estimaba ocurriría "cuatro semanas" después.
El Partido Comunista de Alemania (KPD), bajo el liderazgo de Ernst Thälmann, acuñó el eslogan "¡Después de Hitler es nuestro turno!" y tuvo la convicción de que no era necesario la formación de un Frente unido contra los nazis, en la creencia de que los trabajadores cambiarían de opinión y reconocerían que el nazismo, a diferencia del comunismo, no ofrecía una verdadera solución para los problemas de Alemania.
Sin embargo, dos años antes de que Hitler llegara al poder, en algunos partidos comunistas europeos ya se comenzó a cuestionar la tesis del «socialfascismo». En Francia, en las elecciones de  1928 y de 1932 algunos dirigentes comunistas propusieron a los socialistas que apoyaran en la segunda vuelta a la candidatura que hubiera obtenido más votos en la primera. En Polonia, la tercera parte de la organización de Varsovia, con Isaac Deutscher al frente, se opuso a la línea oficial. Asimismo el Comité Central del PC checoslovaco acordó en noviembre de 1931 situar al fascismo como el enemigo principal, en lugar de la socialdemocracia. De hecho el dirigente de la Komintern Dmitri Manuilski llegó a quejarse de que la idea de la fascistización de la socialdemocracia no hubiera «entrado en la sangre de los partidos comunistas».
En Francia la crítica "socialfascista" del Partido Comunista Francés (PCF) se planteó en contra de la Sección Francesa de la Internacional Obrera (SFIO), pero tras los Disturbios del 6 de febrero de 1934 —que fueron percibidos por la izquierda como un intento de golpe de Estado fascista— se inició una cooperación entre el PCF y la SFIO.
Después de la subida al poder de Adolf Hitler y los nazis, el KPD fue ilegalizado y miles de sus militantes, incluido Thälmann, fueron arrestados. Tras estos eventos, la Komintern se cuestionó la política y sobre si hubiera sido factible una alianza con los socialdemócratas; la teoría del socialfascismo fue abandonada finalmente. Durante el 7.º Congreso de la Komintern, Georgi Dimitrov esbozó las líneas de la nueva política del "Frente Popular" en su discurso "Por la unidad de la Clase Obrera en contra del Fascismo". Esto se vería reflejado en la posterior formación de diversos "Frentes Populares": en Francia (1935), en España (1936) o en Chile (1937).
El primer signo de que la posición de la Internacional Comunista sobre la socialdemocracia estaba cambiando se produjo en febrero de 1933, al mes siguiente del acceso de los nazis al poder, cuando su Comisión Ejecutiva (CEIC) respondió a la invitación que le hizo el Buró de la Internacional Obrera y Socialista con una propuesta de llegar a acuerdos a escala nacional, lo que significaba la primera rectificación de la tesis del «frente único por la base» (una posición política que rechazaba establecer pactos con los socialdemócratas y que defendía que la unión de las dos organizaciones se produciría mediante el abandono de sus militantes de los partidos socialdemócratas y su ingreso en el los partidos comunistas). Unos meses después, en junio, se reunía en la Sala Pleyel de París un congreso «contra el fascismo y la guerra», promovido por Henri Barbusse y Romain Rolland, que era la continuación del congreso «contra la guerra imperialista» celebrado en Ámsterdam el año anterior. De los dos congresos surgió el movimiento Ámsterdam-Pleyel, con la constitución en Francia de diversos comités locales, lo que suponía la primera movilización antifascista promovida por el Partido Comunista Francés (PCF).
El cambio de posición definitivo se produjo a raíz de lo sucedido en febrero de 1934 en París y en Viena (en el primer caso fue el intento de asalto de la extrema derecha al poder; en el segundo la consolidación de la dictadura de Dollfuss tras aplastar la revuelta obrera de la capital austríaca) pero sobre todo a partir de marzo de 1935 cuando Hitler anunció su decisión de proceder al rearme alemán, lo que convertía a la Alemania nazi en una amenaza directa hacia la Unión Soviética (rearme que fue admitido tácitamente por Gran Bretaña, el supuesto principal garante del Tratado de Versalles, cuando en junio firmó el Acuerdo naval anglo-germano). En Francia se alcanzó un pacto de unidad de acción antifascista a propuesta del líder comunista Thorez entre el partido socialista (SFIO) y el partido comunista (PCF) cuyo primer fruto fue el acuerdo de que en las elecciones municipales de mayo de 1935 apoyarían en la segunda vuelta al partido más votado en la primera, incluidos los radicales (PR). El 14 de julio, el día de la fiesta nacional de Francia, se celebró en París una gran manifestación antifascista en defensa de las libertades democráticas convocada por el movimiento Ámsterdam-Pleyel en la que participaron alrededor de cincuenta organizaciones políticas (SFIO, PCF y PR), sindicales (CGT, CGTU) y cívicas (diversos comités antifascistas, la Liga de Defensa de los Derechos del Hombre). Esta manifestación se considera como el acto fundacional del Frente Popular en Francia.